# 宋照肅
宋照肅（1941年3月—2022年7月25日），男，汉族，河南南阳人。中华人民共和国政治人物。

## 生平
宋照肃出生在河南省第六行政区南阳县（今南阳市卧龙区）。1964年毕业于郑州大学政治系。1965年加入中国共产党。
历任中共河南省周口地委组织部科长，中共河南省商水县委副书记县长，中共河南省太康县委书记，中共河南省周口地委副书记，中共河南省许昌地委书记，中共河南省委常委、省委政法委员会书记，中共河南省委常委、河南省人民政府副省长，中共河南省委副书记，甘肃省人民政府副省长、代省长，中共甘肃省委副书记，甘肃省人民政府省长，中共甘肃省委书记、甘肃省人大常委会主任，第十届全国人大环境与资源保护委员会副主任委员。
2022年7月25日因病在上海逝世，享年81岁。